# 15 км (зупинний пункт, Білорусь)
15 км (біл. 15 км) — зупинний пункт Гомельського відділення Білоруської залізниці в Гомельському районі Гомельської області. Розташований за 2,2 км на південний захід від села Климівка; на лінії Ліски — Кравцовка, між зупинним пунктом Каравишень і станцією Терюха.